# 長崎県立長崎東中学校・高等学校
長崎県立長崎東中学校・高等学校（ながさきけんりつ ながさきひがしちゅうがっこう・こうとうがっこう）は、長崎県長崎市立山に所在し、中高一貫教育を提供する公立中学校・高等学校。
略称は「東中」（ひがしちゅう）、「東高」（ひがしこう）。

## 概要

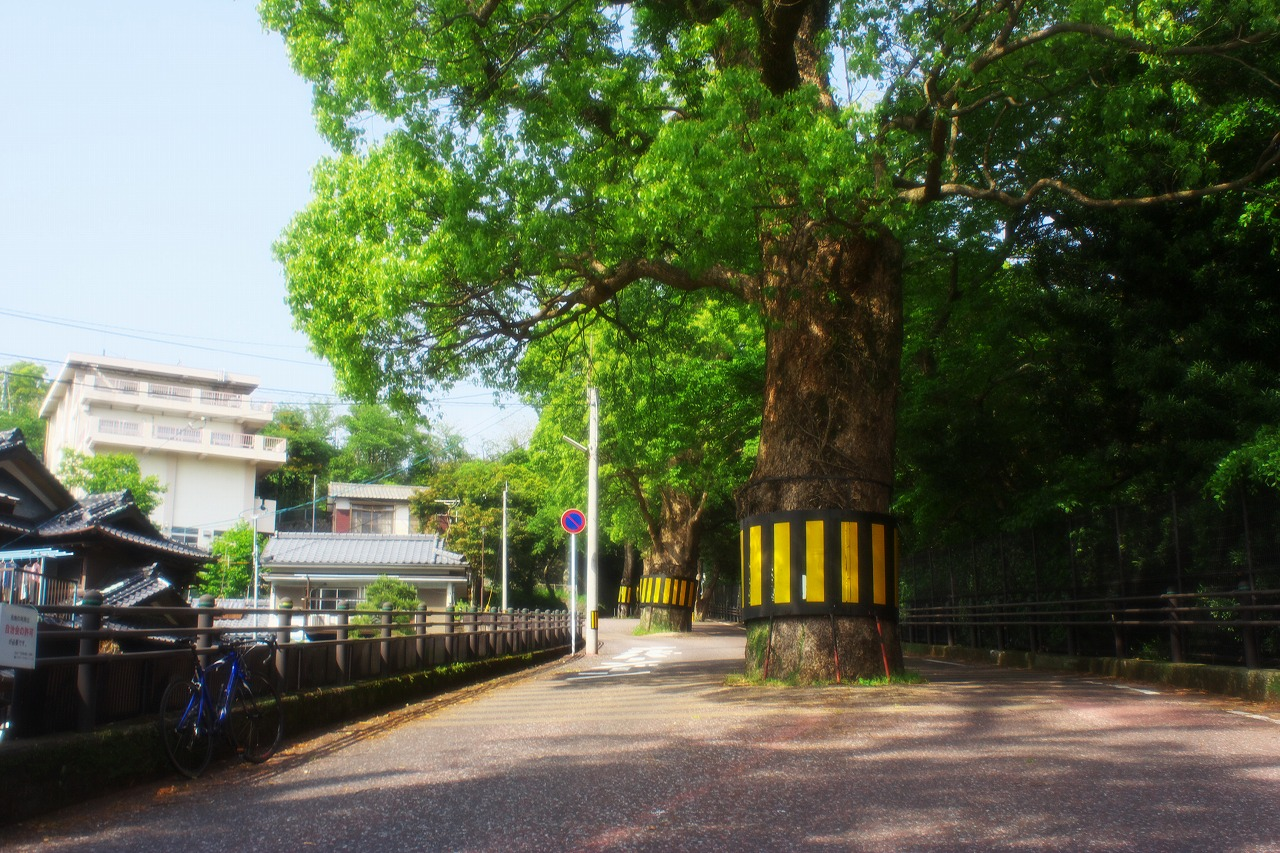
学校へ登る道路の中央にはクスノキが立っている。
テレビ朝日系列の「ナニコレ珍百景」でも紹介されたことがある。

歴史
長崎東高等学校は1948年（昭和23年）の学制改革により、戦前の旧制中学校・高等女学校を前身とする県立高校3校と市立高校1校、計4校が統合されて、長崎県立長崎西高等学校とともに開校した。校舎は開校当初、西山 にあったが、県道235号の拡張工事のため、1976年（昭和51年）に長崎市街と長崎港を眺望する金比羅山中腹に現校舎を建設し、移転を完了した。またかつて入試で総合選抜を行っていた長崎五校（東高、南高、西高、北高、北陽台高）の中の1校でもある。2004年（平成16年）4月に長崎東中学校を併設し、中高一貫校を開始した。校舎は高等学校と共用である。
組織
長崎県の規則 上は中学校と高等学校とで別個の学校であるが、校地・校舎は共用、校長・事務局長は兼務、PTAは両校一体で組織されている。
設置課程・学科（高等学校）
全日制課程 2学科
- 普通科
- 国際科

高校1年次で速修クラスと総合クラスに分かれ、2年次からは一類・二類・三類と進路別クラス編成となり、難関大学を目指す特進クラスも設置されている。また2015年（平成27年）に国際科が新設された。普通科と国際科はくくり（一括）募集され、1年次は両学科混成・均質のクラスが編成され、2年次から普通科と国際科に分かれる。
学区・定員
高等学校
- 学区 - 県南学区（長崎市、西彼杵郡、西海市）。調整区域として、県央学区の諫早市立琴海中学校区からも出願・受験・通学可。下宿生徒もいる。
- 定員 - 1学年あたり280名（併設中学校の進学者を含む）

中学校
- 学区 - 全県学区（長崎県内全域）保護者の住所が長崎県にある者か、入学時に保護者が長崎県に居住する見込みの者
- 定員 - 1学年あたり120名

校訓
高等学校創立当初より校訓はないが、長崎県公立高校基準紹介として、地域の担い手となる人材育成を目指している。
- スローガン - 「ここに集え！憧れを抱く者 志に燃える者 ともによき世を創るために」
- 合言葉 - 「東の3C」（ Chance （機会）・Challenge （挑戦）・Change （変化））・「『ひがし』は一つ」
- 学校教育目標 - 「一人ひとりの生徒が輝く『日本一の学校づくり』」

校章
長崎を象徴する「鶴」 をモチーフに高校は「東高」の縦文字、中学は「東中」の縦文字を置いている。
校歌
中高共通の校歌である。作詞は島内八郎、作曲は伊藤英一による。歌詞は3番まであり、各番とも「東、東、光あり」で終わる。3番の歌詞には「西山」が含まれているが、西山町から立山へ移転した現在も歌詞は変わっていない。
制服
男子の冬服は学生服（学ラン）、女子の冬服ブレザー・リボン（リボンは中学生のみ）。学校ジャージの色は藍色。
昼食
中学校も高校も給食ではなく、弁当持参か購買部での弁当類・パンの購入となる。購買部では食品以外に、文房具や制服関係も取り扱っている。東中高オリジナルのクリアファイルもある。

## 沿革
前史
長崎県立長崎中学校（旧制中学校, 男子校）
- 1858年（安政5年） - 長崎奉行支配組頭の永持亨次郎によって江戸幕府直轄の「英語伝習所」を創立。
  - 場所 - 官邸の岩原屋敷（現在の長崎歴史文化博物館がある場所）
  - その後、「英語所」、「語学所」、「洋学所」と改称。

- 1865年（慶応元年） - 新町に校舎を新築し、「済美館」と改称。
- 1868年（明治元年） - 明治政府直轄となり、「広運館」と改称。
- 1872年（明治5年） - 学制が公布され、官立（国立）の「第六大学区第一番中学校」と改称。
  - その後、「第五大学区第一番中学校」、「広運学校」、「長崎外国語学校」、「長崎英語学校」と改称、移転が続く。

- 1878年（明治11年） - 願い出により長崎県へ移管され、「長崎県立長崎中学校」と改称。
  - 邦学部・英語学部・植物学部・清語学部の4学部から成る。橘周太陸軍中佐をはじめとする軍人、要人を輩出。

- 1882年（明治15年）7月 - 欧化政策の影響により、邦学部を廃止し、再び「長崎外国語学校」と改称。
- 1884年（明治17年）
  - 4月 - 前年1883年（明治16年）に長崎県が佐賀県と長崎県に分県された影響を受け、長崎外国語学校を分割し、「長崎県中学校」と改称。
  - その後、「長崎県尋常中学校」、「長崎県長崎中学校」と改称。
  - 6月4日 - 「長崎県立長崎中学校」が開校。

- 1913年（大正2年）7月 - 長崎市鳴滝に長崎県立長崎中学校校舎を新築し、移転。設計は山田七五郎による。
- 1917年（大正6年）夏 - 第3回全国中等学校優勝野球大会（夏の甲子園）に出場。
- 1945年（昭和20年）8月9日 - 長崎への原子爆弾投下により、34名が死亡。
- 1947年（昭和22年）4月 - 学制改革により、新制の併設中学校（鳴滝中学校）を設置し、旧制中学の2・3年生を収容。旧制中学の募集を停止。
- 1948年（昭和23年）4月 - 学制改革により、「長崎県立長崎高等学校」（新制高等学校、男子校）となる。通信教育部を設置。

長崎県立瓊浦中学校（旧制中学校, 男子校）
- 1922年（大正11年）5月 - 「長崎県立瓊浦中学校」 が開校。
- 1945年（昭和20年）8月9日 - 長崎への原子爆弾投下により、403名が死亡。（爆心地に一番近い旧制中学校であった。爆心地から約800m南西）
- 1947年（昭和22年）4月 - 学制改革により、新制中学校を長崎市立山里中学校に併設し、旧制中学の2・3年生を収容。旧制中学の募集を停止。
- 1948年（昭和23年）4月 - 学制改革により、「長崎県立瓊浦高等学校」（新制高等学校、男子校）となる。

長崎県立長崎高等女学校
- 1901年（明治34年）6月28日 - 高等女学校令により、長崎市西山郷（高木與作が寄贈した土地）に「長崎県立長崎高等女学校」を設立。
- 1902年（明治35年）
  - 5月1日 - 長崎県立長崎高等女学校が開校。
  - 11月29日 - 長崎県立長崎高等女学校の開校式を挙行。

- 1947年（昭和22年）4月 - 学制改革により、新制の中学校（西山中学校）を併設し、高等女学校の2・3年生を収容。高等女学校の募集を停止。
- 1948年（昭和23年）4月 - 学制改革により、「長崎県立長崎女子高等学校」（新制高等学校）となる。

長崎市立高等女学校
- 1922年（大正11年）5月 - 「長崎市立高等女学校」 が開校。
  - 様式 - 近世ゴシック式鉄筋コンクリート造り4階建てで、九州一の校舎といわれた。

- 1938年（昭和13年）7月 - 長崎師範学校（男子）の西浦上移転に伴い、桜馬場跡地（現在の長崎市立桜馬場中学校）に移転。
- 1945年（昭和20年）8月9日 - 長崎への原子爆弾投下により、112名が死亡。
- 1947年（昭和22年）4月 - 学制改革により、新制の併設中学校を設置し、高等女学校の2・3年生を収容。高等女学校の募集を停止。
- 1948年（昭和23年）
  - 4月 - 学制改革により、「長崎市立女子高等学校」（新制高等学校）となる。
  - 5月8日 - 定時制課程を開設。

正史
- 1948年（昭和23年）11月1日
  - GHQより派遣のニブロ教育官の勧告を受け、上記4校（長崎高・長崎女子高・瓊浦高・市立女子高）を統合の上、中島川・大浦川を境に、長崎県立長崎東高等学校と長崎県立長崎西高等学校に分割。
    - 「長崎県立長崎東高等学校」
      - 場所 - 西山町（旧長崎県立長崎女子高等学校校舎）に開校。
      - 初代校長 - 山本千里（長崎県立長崎女子高等学校校長）
      - 併設中学校は統合により「長崎県立長崎東西高等学校併設中学校」として桜馬場校舎（長崎市立桜馬場中学校）に集約される。

- 1949年（昭和24年）
  - 校章（生徒が図案化）、胸章（旧制長崎県立長崎高等女学校のものから引用）、襟章（長崎県立長崎西高等学校と外形を共用）を制定。
  - 3月 - 定時制課程として普通科と被服科（のちに家政科）を開設。
  - 3月31日 - 併設中学校を廃止。
  - 5月 - 保護者からの要望もあり、制服・制帽が制定される。当初より、女子はスーツを制定。
  - 9月20日 - 茂木町立茂木小学校に茂木分校（定時制）を併設。
  - 11月1日 - 校旗、校歌を制定。

- 1950年（昭和25年） - 教員・財産・生徒に格差を生じさせないことを目的に、長崎東高と長崎西高との間で、総合選抜試験を開始。
- 1951年（昭和26年）5月 - 最初の修学旅行を実施。
- 1952年（昭和27年） - 初の校内弁論大会を実施。
- 1953年（昭和28年）11月28日 - 第1回マラソン大会を実施。
- 1956年（昭和31年）8月 - 7か国52人の代表を含む約3000人が参加し、第二回原水爆禁止世界大会が体育館で開催される。
- 1958年（昭和33年）
  - 2月 - 生徒会誌『ひがし』を創刊。
  - 各校独自の方法で生徒募集をしたいという要望から、長崎東高と長崎西高の総合選抜制を一旦廃止。

- 1959年（昭和34年）9月 - 初の九月祭（文化祭・体育祭）を実施。
- 1961年（昭和36年） - 長崎県立長崎南高等学校設立にあたり、総合選抜制度が復活。
- 1969年（昭和44年）
  - 3月31日 - 行政上の事情から、茂木分校が長崎県立長崎南高等学校に移管され、長崎県立長崎南高等学校茂木分校 となる。
    - 在籍中の学年は、長崎県立長崎東高等学校茂木分校として長崎県立長崎南高等学校に委託。

  - 長崎国体における高体連の事務局となる。学生運動が波及し、一部の生徒が政治活動に参加。

- 1970年（昭和45年） - 西山周辺道路整備のため、立山へ移転が決定。
- 1971年（昭和46年） - 最後の校内弁論大会を実施。マラソン大会を強歩大会に変更。
- 1973年（昭和48年）8月 - 立山新校舎、第1期工事着工。
- 1975年（昭和50年）12月 - 立山新校舎、第2期工事着工。
- 1976年（昭和51年）
  - 8月 - 立山新校舎が完成。
  - 8月23日 - 全日制のみ、新校舎（現在地の立山5丁目）に移転。

- 1978年（昭和53年）- 交換留学生の受け入れを開始。
- 1980年（昭和55年）3月1日 - 定時制閉校。
- 1981年（昭和56年）3月 - 西山校舎（旧長崎県立長崎高等女学校校舎）の解体工事を開始。
- 1982年（昭和57年）
  - 4月 - 新入生を対象とした白木峰（諫早市五家原岳中腹）合宿研修（東志行）を開始。
  - 8月 - 3年生を対象とした雲仙合宿を開始。

- 1983年（昭和58年）5月17日 - セミナーハウス「セミナーひがし」を開設。
- 1984年（昭和59年）
  - 8月23日 - 女子生徒が殺害される事件が発生。この事件を受けてこの年の九月祭を全面中止。毎月23日を安全の日とした。
  - 12月12日 - 長崎県立長崎高等女学校同窓会と長崎県立長崎東高等学校同窓会によって西山校舎の跡地に「校舎跡地公園」 を建立。

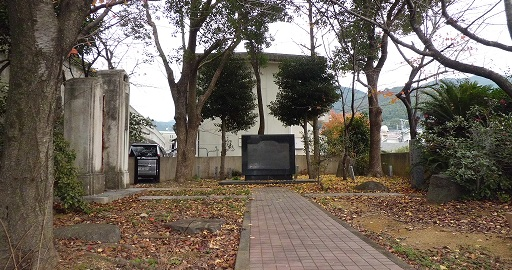
校舎跡地公園
（長崎市立上長崎小学校裏手）

- 1987年（昭和62年）11月 - 創立40周年記念行事・事業を実施。
- 1988年（昭和63年）11月1日 - 創立40周年記念式典を実施。
- 1990年（平成2年） - それまでの襟章を廃止し、校章に統一。
- 1995年（平成7年）- 総合選抜制度が一部改編される。
  - 英語人文コースと数理科学コースが1学級ずつ設けられ、生徒が直接出願できるようにした。
  - 推薦入試を実施。

- 1997年（平成9年）頃 - 制帽、男子の紐靴、女子のストラップ靴を廃止。
- 2002年（平成14年）3月 - この時の入試を最後に、長崎五校の総合選抜制度が廃止。
- 2003年（平成15年）
  - 2月・3月 - 前年の総合選抜廃止に伴い、単独選抜試験を開始。一般入試に面接試験を導入。英語人文コースと数理科学コースを廃止。
  - 4月 - 文部科学省より学力向上フロンティア・ハイスクール事業（3年間）の指定を受ける。

- 2004年（平成16年）
  - 1月 - 初の長崎東中学校入試を実施（募集定員120名）。
  - 3月 - 3号館（技術室、パソコン室、多目的教室）が完成。一般入試の2教科（数学・英語） で独自問題を作成し、実施。
  - 4月8日 - 長崎県立長崎東中学校が開校し、併設型中高一貫教育校となる。
  - 6月 - 第2回東西野球大会が56年ぶりに開催。
  - 8月 - 弓道場・ライフル射撃場が完成。

- 2005年（平成17年）4月 - 東西対抗戦3競技（野球、サッカー、剣道）で実施。
- 2006年（平成18年）
  - 3月 - テニスコート整備完了。一般入試2教科（数学・英語）における独自問題作成を廃止し、長崎県教育委員会が長崎県立高校入試の数学・英語の2教科に関して、難易度別にA問題・B問題を導入・実施。各高等学校の実情に合わせ、どちらを実施するかは各高校に委ねられた。
  - 12月 - セミナーハウス「ひがし」を解体。

- 2007年（平成19年）
  - 長崎東中学校第1回卒業生が高校に進むことから、この時から長崎東高等学校入試の募集定員が変更（320名から160名に） となる。

- 2008年（平成20年）
  - 2月 - テニスコートそばに第3体育館が完成。
  - 11月 - 創立60周年記念式典・記念講演・記念演奏を実施。2号館の耐震補強工事を開始。

- 2014年（平成26年）4月1日 - 中学校に国際人材の育成を目指した教育を導入。
- 2015年（平成27年）4月1日 - 高等学校に国際科を設置。スーパーグローバルハイスクールに指定される（5年間）。

## 学校行事

### 1学期
- 4月 - 始業式・入学式（中高合同）、歓迎遠足
  - 東志行（中1・高1） - 新入生研修。中学は千々石少年自然の家、高校は長崎市内のホテルと学校の体育館で実施される。
- 5月 - 中学スケッチ大会、高校中間考査、高総体壮行会
  - おにぎりサービス - 高総体に向けて練習に励む選手の激励のために2日間行われる。米や募金の協力の呼びかけがピロティと教室で行われる。
- 6月 - 長崎県高総体、長崎市中総体、進路講演会、第1回定期考査、中学オープンスクール
- 7月 - 芸術鑑賞会、高校オープンスクールI、中学英語発表会、終業式、夏季補習、学習合宿
  - しまの体験学習（中2） - 五島市にホームステイし、海水浴、農業体験、漁業体験、かんころ餅づくり等の様々な体験を行い、交流を深める。
- 8月前半 - 夏季補習、学習合宿、平和集会

### 2学期
- 8月後半 - 2学期開始式、実力考査
- 9月 - 九月祭（高校文化祭・体育祭・後夜祭）、第2回定期考査
  - 文化祭 - 高校オープンスクールIIを兼ねる。文化部・学級・有志の参加で構成。
  - 体育祭 - 中高合同で実施。学年縦割りの5団で競われる。
  - 後夜祭 - グラウンドで団ごとにファイヤーを囲んで解団式を行い、プロの花火師による打ち上げ花火で最高潮に達する。
- 10月 - 中学文化祭、地域開放講座、中2職場体験、中1職場訪問、中3修学旅行：京都府、大阪府、（兵庫県）
- 11月 - 中学第3回考査、中学合唱コンクール、高2修学旅行：シンガポール・マレーシア
- 12月 - 高校第3回定期考査、中学人権集会、終業式、冬季補習

### 3学期
- 1月 - 高校冬季補習、3学期開始式、中学入試、課題考査、中学実力考査、中学百人一首大会
- 2月 - 高校推薦入試、第4回定期考査
  - 強歩大会 - 1チーム4～6名で20km前後の舗装されていない、危険な山道を走破する。PTAによるうどんの炊き出しも行われる。
- 3月 - 卒業式（中高別）、高校一般入試、終業式・離任式、春季補習、語学研修
  - 国内語学研修 - ハウステンボスにおいて2泊3日の日程で実施。
  - 海外語学研修 - カナダ・サレー市へ赴き、7泊8日の日程でホームステイや現地の学校の授業に参加する。

### その他
- OBや著名人を呼んでの文化講演会や長崎大学教員による出張授業、理科研修、中学では長崎歴史文化博物館見学や先輩・後輩間での読書本の引き継ぎ（書籍「読書力」引継式）といった行事がある。

## 施設

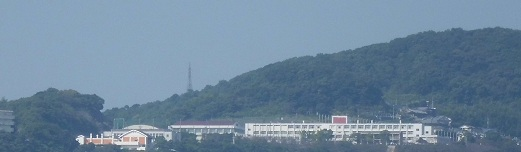
田上方面からの長崎東中学校・高等学校の遠景

- 正門付近

東高の前身、旧制長崎中卒業の山本健吉の「ともに生き 倶に學び 偕によき世を創ることの 大いなる歓びに あふれ 今日もまた 明日もまた」の言葉などが刻まれた石碑がある。作家笹戸千津子によって制作されたブロンズ像「爽」も立っている。
- 中庭

四季の道・紫陽花の道が正門と生徒玄関を結んでいる。また全国優勝あるいは準優勝を果たした東中高の団体・個人の名前が刻まれた「日本一の碑」が立っている。
- 図書室 - 長崎県下で最も完備された学校図書館の1つで、蔵書は2万冊、新聞6種、雑誌10種。ビデオ・DVDコーナーもある。図書館が1つの棟となっている。
- エアコン完備の教室 - 長崎県下でも最も設置率が高い学校の1つである。
- 校史資料室「轍」（わだち） - 元3年11組教室[9]。
- 芝生 - 3号館前にある。そばの第1グラウンドで疲れた運動部の生徒が休息をとる場所でもある。
- メタセコイアの道 - 体育館側に伸びる。
- 3つの体育館

第1体育館は2階建てで、1階には剣道場、卓球・ダンス場、柔道場がある。中学校併設当初は2つの体育館を各部活動や体育の授業等で中・高が時間を調整しながら使用していたが、2008年（平成20年）3月には第3体育館が完成した。
- 東風（こち）の道

敷地の外周に伸びる道で、春は桜とツツジが満開になる。校舎と第2グラウンドを結ぶ道でもある。途中に世界地図が刻まれたプレートが置かれている憩のスペース「大志台」がある。
- 第2グラウンド - 人工芝が敷き詰められたテニスコート4面がある。
- 弓道・射撃場 - 第2グラウンドそばにあり、1階がライフル射撃場、2階が弓道場「鳴弦館」になっている。

## 部活動
運動部
- 柔道部
- 射撃部
- 弓道部
- 陸上部
- バドミントン部

- （硬式）テニス部
- 剣道部
- バレーボール部（女子のみ）
- サッカー部
- バスケットボール部

- 水泳部
- 卓球部
- ソフトテニス部（高のみ）
- ラグビー部（高のみ）
- 野球部（高のみ）

文化部
- 新聞文芸部
- 理学部
- 英語部
- 茶道部
- 生け花部

- 郷土史部
- 写真部
- 書道部
- 美術部
- 吹奏楽部

- ダンス部（高のみ）
- 放送部
- 図書部
- 応援部
- JRC（青年赤十字）[注 15]（高のみ）

- 囲碁・将棋部
- 東龍部 - 体育祭や離任式等で龍踊りを披露。

## 高校関係者一覧
旧制県立長崎中学校の出身者・卒業生は長崎県立長崎中学校を参照。

長崎県立長崎高等女学校の出身者・卒業生は長崎県立長崎高等女学校を参照。

### 著名な教員
括弧内は在籍年度を示す。
- 森永種夫（1948年度） - 郷土史家
- 竹下哲（1950年 - 1953年度） - 随筆家
- 鶴谷寿（1952年 - 1955年度） - アメリカ文学研究者
- 奥野俊一（1969年 - 1970年度） - バスケットボール指導者

### 著名な出身者
括弧内は卒業回を示す。1回生が1949年卒である。
政界
- 西岡武夫（06回生） - 元衆議院議員・参議院議員、文部大臣、第28代参議院議長
- 谷川弥一（13回生） - 衆議院議員、元衆議院文部科学委員長・文部科学副大臣
- 初村謙一郎（24回生） - 元衆議院議員
- 平戸航太（58回生） - 参議院議員
- 中尾郁子（06回生） - 元長崎県五島市長
- 杉澤泰彦（23回生） - 長崎県西海市長

財界
- 松尾英三（02回生） - 元島原鉄道社長
- 松尾高精（02回生） - 元西華産業会長・社長
- 山辺道彦（02回生） - 元富士機工会長・社長
- 有田俊雄（03回生） - 元パッケージング・ストラテジー・ジャパン社長
- 村木文郎（04回生） - 元野母商船会長・社長
- 井村健輔（05回生） - 元不二越会長・社長、元日本ロボット工業会会長
- 猪山英徳（05回生） - 元大陽東洋酸素副社長
- 金子源吉（05回生） - テレビ長崎会長・元社長
- 大和屋隆喜（06回生） - 元新日鉄化学会長・社長
- 永次廣（07回生） - 元安川電機会長、安川情報システム社長
- 今村純二（09回生） - 元北海道日本ハムファイターズ会長・社長
- 古野清之（10回生） - 元古野電気会長・社長
- 光永久之（10回生） - 元三井木材工業社長
- 稲田直治（13回生） - 元あおみ建設社長
- 牛丸俊三（15回生） - 元パナソニック副社長
- 高田征一（15回生） - 元ハウステンボス専務、南島原市副市長
- 玉城邦男（15回生） - 四国化成工業社長
- 宮脇雅俊（15回生） - 十八銀行会長・元頭取、長崎商工会議所会頭
- 小出寛治（16回生） - 元NTTファイナンス社長、NTTデータ副社長、NTT西日本副社長
- 山下巌（17回生） - 元ラオックス社長
- 江頭敏明（19回生） - 元三井住友海上火災保険会長・社長、2年次に門司高へ転出
- 樫沢利博（19回生） - 元三菱東京UFJ銀行常務、兼松会長
- 渕木幹雄（19回生） - 元マンパワー・ジャパン社長
- 金森廣（20回生） - 元サウディ石油化学社長、韓国三菱商事社長
- 野上義博（20回生） - ダイワボウホールディングス社長、元日本紡績協会会長
- 澤山精一郎（21回生） - 澤山グループ代表
- 山下雅也（24回生） - 元本田技研工業常務
- 相川哲郎（25回生） - 元三菱自動車工業社長
- 小久保徳子（29回生） - 元ゆびとま社長

官界
- 岩崎四郎（03回生） - 元名古屋矯正管区長
- 田代和彦（04回生） - 元郵政大学校長
- 浜口義曠（04回生） - 元農林水産事務次官・食糧庁長官、日本中央競馬会理事長、小石川高へ転出
- 前畑安宏（05回生） - 元文部省高等教育局長
- 清島傳生（09回生） - 元東北管区警察局長
- 宮崎政宣（10回生） - 元長崎県副知事・長崎県交通局長
- 池田克忠（13回生） - 元東京労働基準局長
- 伊達木瀧之助（17回生） - 元総務庁統計局統計調査部長、長崎県立大学副学長・名誉教授
- 牛嶋俊一郎（18回生） - 元経済企画庁総合計画局長、埼玉大学教授
- 安富正文（18回生） - 東京地下鉄会長、元国土交通事務次官
- 後藤敬一（22回生） - 元国土交通省大臣官房審議官、JX日鉱日石金属副社長
- 林田博（23回生） - 元国土交通省港湾局長

防衛
- 古澤忠彦（12回生） - 元舞鶴地方総監・横須賀地方総監・統合幕僚会議事務局長

法曹
- 山本和敏（04回生） - 元東京高等裁判所判事、岐阜地方裁判所長、司法研修所教官
- 亀川清長（17回生） - 元福岡地方裁判所部総括判事、那覇地方裁判所長
- 森雅美（23回生） - 元九州弁護士会連合会理事長、鹿児島県弁護士会長
- 横山聡（31回生） - 元第二東京弁護士会副会長

学界
- 田中道雄（03回生） - 国文学者、佐賀大学名誉教授
- 宮川俊行（03回生） - 哲学者・神学者、長崎純心大学教授
- 脇山徳雄（03回生） - 物性物理学者、東北大学名誉教授、紫綬褒章
- 高瀬暢彦（04回生） - 基礎法学者、日本大学名誉教授
- 平山祐次（05回生） - 経済学者、信州大学名誉教授、元長崎県立大学学長
- 佐々治寛之（06回生） - 昆虫学者、福井大学名誉教授
- 井上晃（08回生） - 原子力工学者、東京工業大学名誉教授
- 小野信輔（09回生） - 機械工学者、九州大学名誉教授、元北九州市立大学教授
- 古賀允洋（09回生） - ドイツ語学者、熊本大学名誉教授
- 畑地正憲（09回生） - 東アジア史学者、山口大学名誉教授、山口福祉文化大学学長
- 正木晴彦（09回生） - 仏教学者、長崎大学副学長・名誉教授
- 田中克佳（10回生） - 教育史学者、慶應義塾大学名誉教授
- 由佐悠紀（11回生） - 地球物理学者、京都大学名誉教授
- 水田祥代（12回生） - 小児外科学、九州大学副学長・名誉教授・九州大学病院長、福岡歯科大学理事長
- 前田三男（12回生） - レーザー科学者、九州大学名誉教授、久留米工業高等専門学校校長・名誉教授
- 森光昭（12回生） - ドイツ文学者、熊本大学副学長・名誉教授
- 雨谷昭弘（14回生） - 電気工学者、モントリオール理工科大学教授、同志社大学名誉教授
- 嶌洪（14回生） - 生物学者、九州大学名誉教授、日本昆虫学会長
- 江頭和彦（15回生） - 農芸化学者、九州大学農学部長・名誉教授
- 池ノ上克（16回生） - 産婦人科学、宮崎大学学長・医学部長・名誉教授・宮崎大学医学部附属病院長
- 山下英三郎（16回生） - 社会福祉学者、日本社会事業大学名誉教授
- 小口彦太（17回生） - 中国法学者、早稲田大学名誉教授、江戸川大学学長
- 二ノ方壽（17回生） - 原子力工学者、ミラノ工科大学教授、東京工業大学名誉教授
- 光道隆（17回生） - 数学者、慶應義塾大学名誉教授
- 平島真一（18回生） - 経済学者、元専修大学教授
- 松尾伸也（18回生） - 材料工学者、大阪大学名誉教授
- 泉田洋一（19回生） - 農業経済学者、東京大学名誉教授、東京農業大学教授
- 太田誠一（19回生） - 農芸化学者、京都大学名誉教授
- 井川学（20回生） - 環境化学者、神奈川大学教授
- 吉川栄治（20回生） - 国文学者、滋賀大学副学長・名誉教授
- 坂元茂樹（21回生） - 法学者、神戸大学名誉教授、同志社大学教授
- 島谷幸宏（26回生） - 河川工学者、九州大学教授
- 武藤佳恭（26回生） - 電気工学者、慶應義塾大学教授
- 青山亨（28回生） - 歴史学者、東京外国語大学教授
- 橋本博之（31回生） - 法学者、慶應義塾大学教授
- 桝屋友子（32回生） - 美術史学者、東京大学教授・東洋文化研究所長
- 吉見宏（32回生） - 経済学者、北海道大学副学長・経済学部長・教授
- 小川隆広（36回生） - 歯学者、カリフォルニア大学ロサンゼルス校終身教授
- 安高啓明（49回生） - 日本史学者、熊本大学准教授

教育
- 林功（21回生） - 英語講師・著述家

文化
- 林京子 - 芥川賞作家、長崎県立長崎高等女学校から編入。
- 木村一生（03回生） - 抽象画家、多摩美術大学名誉教授
- 吉田佳広（04回生） - グラフィックデザイナー
- 脇山順子（07回生） - 料理研究家、長崎女子短期大学教授
- 福田伸光（12回生） - ピアニスト、福岡教育大学名誉教授、平成音楽大学音楽学部長・教授
- 末永蒼生（15回生） - 色彩心理研究家
- 渡辺千尋（15回生） - 銅版画家・文筆家
- 平井杏子（17回生） - 小説家・英文学者、昭和女子大学名誉教授
- 馬淵明彦（17回生） - 音楽家、国立音楽大学講師
- ヤマサキユズル（19回生） - 洋画家
- 岡野雄一（20回生） - 漫画家、「ペコロスの母に会いに行く」作者
- 船橋芳信（20回生） - ファッションデザイナー
- 堀池秀人（20回生） - 建築家
- 山口修（25回生） - ギタリスト
- 高浪慶太郎（31回生） - ミュージシャン、元ピチカート・ファイヴメンバー
- 笠浦友愛（32回生） - NHKディレクター・ドラマ演出家
- 竹本孝之（36回生） - 俳優、堀越高へ転出
- 富田一彦（36回生） - プロダクトデザイナー
- もりばやしみほ（36回生） - 音楽家・声優・風水アドバイザー
- 横山剛（37回生） - テノール歌手 (31回生横山聡の実弟)
- 五島高資（39回生） - 俳人・医師
- 福岡将之（41回生） - 写真家
- 益田正洋（48回生） - クラシックギタリスト
- ホリエアツシ（49回生） - ストレイテナーメンバー
- 池田麻衣子（50回生） - タレント[要出典]
- 梶原ひろみ（52回生） - 声楽家・歌手
- Mass Alert（53回生） - ミュージシャン
- エザキヨシタカ（56回生） - スタイリスト
- 川谷絵音（59回生） - indigo la End・ゲスの極み乙女。・ジェニーハイ・ichikoroメンバー
- 前原瑞樹（63回生） - 俳優

報道
- 小島一慶（15回生） - 元TBSアナウンサー
- 林田紀子（26回生） - 元長崎放送アナウンサー
- 長井ありさ（30回生） - 元長崎放送アナウンサー
- 林田繁和（37回生） - 長崎放送アナウンサー
- 影平晶（39回生） - 元九州朝日放送アナウンサー
- 吉田真人（54回生） - NHKアナウンサー
- 上谷理佳（55回生） - 元NHK契約アナウンサー
- 宮崎由衣子（55回生） - 気象予報士
- 宮﨑あずさ（64回生） - NHKアナウンサー
- 本田奈也花（68回生） - RKB毎日放送アナウンサー
- 久富美海（68回生） - 長崎放送アナウンサー

スポーツ
- 清水啓吾（10回生） - 競泳選手、1960年ローマオリンピック男子4×100mメドレーリレー銅メダリスト
- 得永祥男（13回生） - 高校野球指導者
- 吉田勝彦（15回生） - 元プロ野球選手
- 小川春喜（23回生） - 巣鴨高校教諭、第6回世界剣道選手権大会個人準優勝
- 植田史生（25回生） - 慶應義塾大学体育研究所教授、ハーバード大学剣道部ヘッドコーチ
- 香田郡秀（28回生） - 筑波大学体育専門学群教授・剣道部部長、第6回世界剣道選手権大会個人優勝
- 吉田泰将（31回生） - 慶應義塾大学体育研究所准教授・剣道部副師範
- 藤原岳志（54回生） - 元バスケットボール選手
- 庄司亮介（55回生） - 元バスケットボール選手
- 伊東秀剛（57回生） - 元ラグビーユニオン選手、第46回大学選手権優勝メンバー（帝京大学）
- 中村知大（59回生） - 空道家、第4回世界空道選手権大会優勝
- 永野威旺（73回生） - プロバスケットボール選手

諸分野
- 田中煕巳（03回生） - 日本原水爆被害者団体協議会代表委員・元事務局長、元東北大学助教授
- 川野浩一（10回生） - 原水爆禁止日本国民会議議長

## 交通アクセス
最寄りのバス停
- 長崎県交通局（長崎県営バス）「東高下」バス停 - 長崎駅前東口から「立山・浜平」行きのバス（赤色）に乗車。

スクールバス
- 長崎県交通局（長崎県営バス）に委託して運行している。乗降場所は学校敷地内ピロティなので、雨天時でもあまり濡れることなく乗降できる。
- 登校バス

1. 飽の浦・長崎駅前東口・中央橋
2. 銭座町・浦上駅前・本原一丁目
3. 浦上駅前（駅構内）・目覚町・立山
4. 中央橋・長崎駅前・銭座市場入口・目覚町・立山
5. つつじが丘・江の浦・網場（あば） - 東長崎地区からの通学生を対象。
6. 滑石団地（北陽小学校前）・道の尾・住吉

- 下校バス

部活をせずに下校する生徒対象の便
1. 長崎署 経由 長崎駅前行き
2. 中央橋 経由 長崎駅前行き
3. 日見公園前・矢上団地 経由 江の浦行き

中学部活終了に合わせた便
1. 長崎署前 経由 長崎駅前行き
2. 中央橋 経由 長崎駅前行き
3. 滑石団地（北陽小学校前）行き
4. ガーデンシティ東行き
5. 高城台西行き

高校部活終了に合わせた便
1. 長崎署前 経由 長崎駅前行き
2. 中央橋 経由 長崎駅前行き
3. 滑石団地（北陽小学校前）行き
4. まなび野団地（県立大学シーボルト校）行き
5. つつじが丘行き
6. 矢上団地（中央通）・ガーデンシティ経由 江の浦行き
7. 高城台西行き